# Impatiens winkleri
Impatiens winkleri är en balsaminväxtart som beskrevs av Joseph Dalton Hooker. Impatiens winkleri ingår i släktet balsaminer, och familjen balsaminväxter. Inga underarter finns listade i Catalogue of Life.